# Si-o-se Pol
Il Sio-o-se Pol (persiano: سی و سه پل), che significa "ponte dei 33 archi", detto anche "ponte Allahverdi-Khan" è uno degli undici ponti di Esfahan, Iran. È considerato uno dei più famosi esempi dei ponti costruiti dalla dinastia dei Safavidi.
Commissionato nel 1602 dallo scià 'Abbas I il Grande al suo cancelliere Allahverdi Khan Undiladze, è composto da due file di 33 archi. C'è una passerella più grande all'inizio del ponte dove scorre il fiume Zaiandè, che supporta una sala da tè. Esso fungeva da ponte e da diga, ed ancora oggi assolve questa funzione.

## Galleria d'immagini

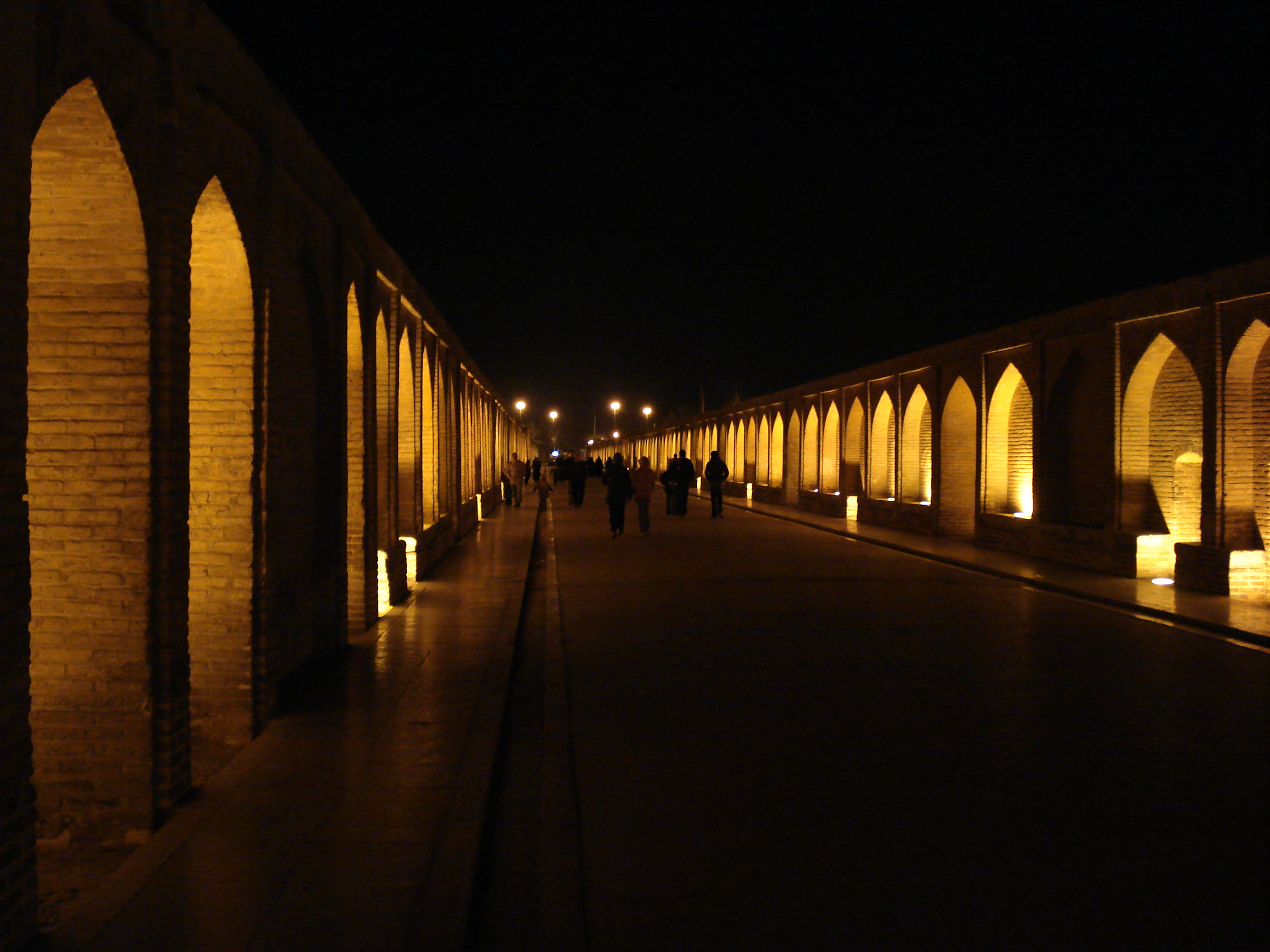
Vista dell'interno di notte
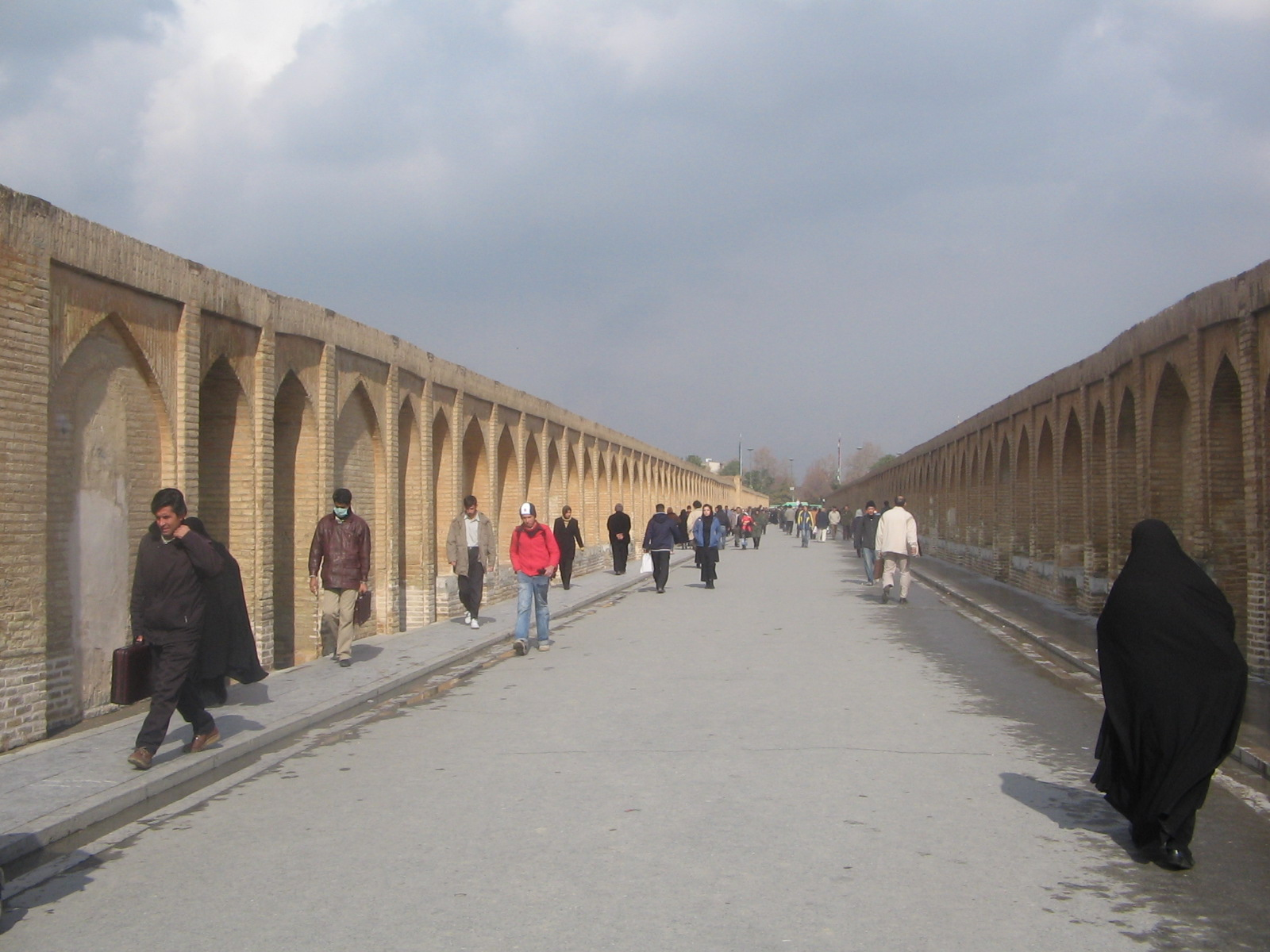
Vista dell'interno di giorno
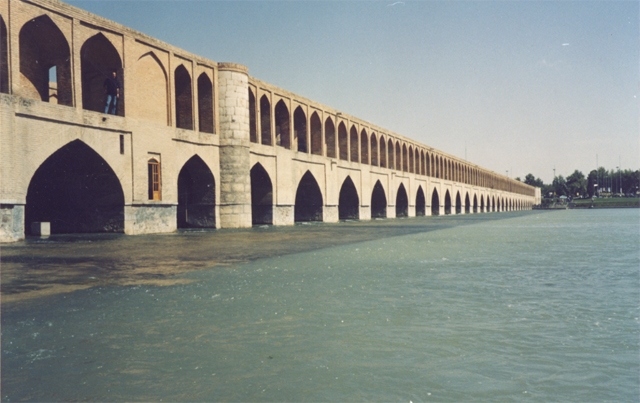
Altra vista
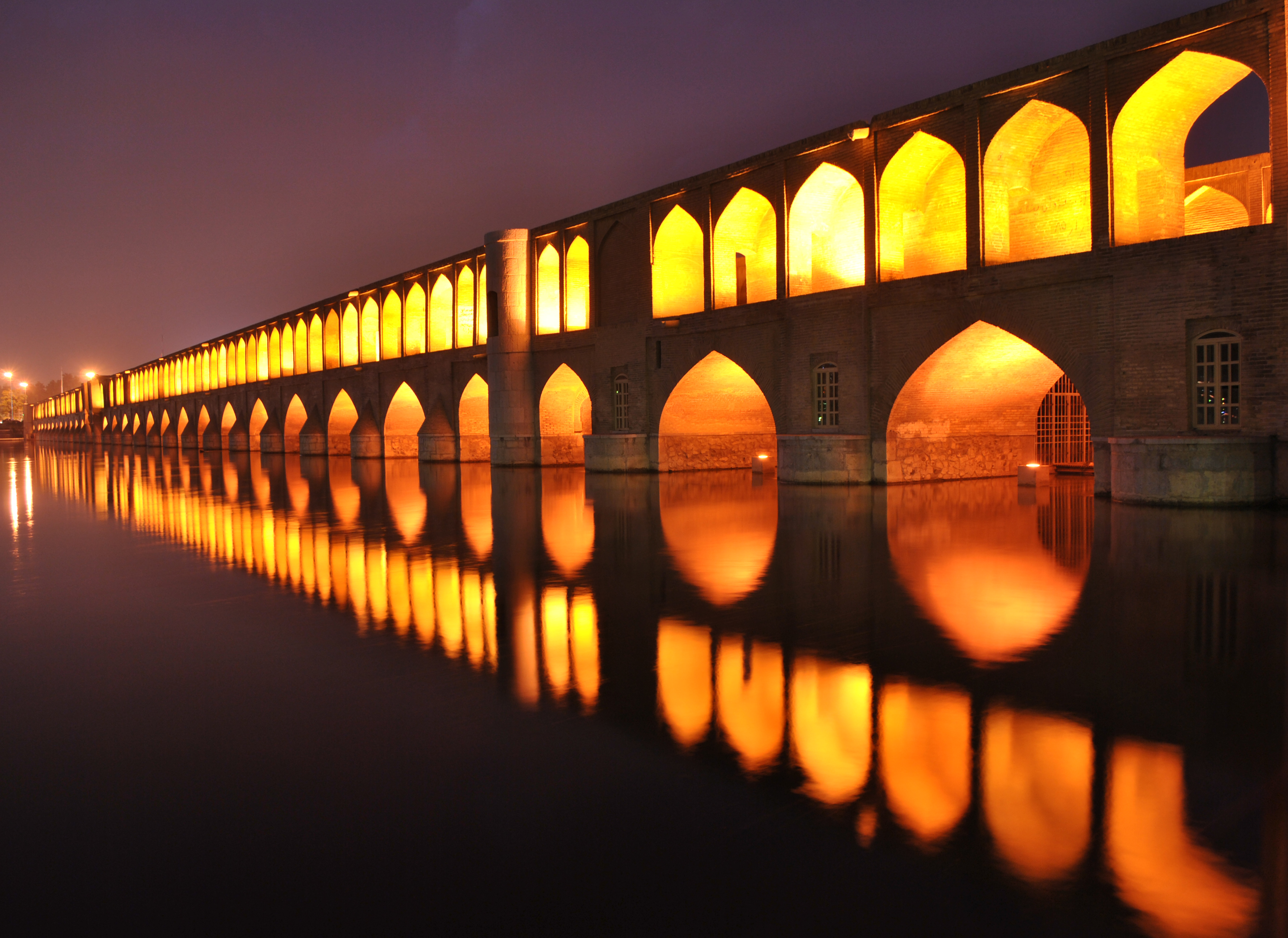
Vista notturna
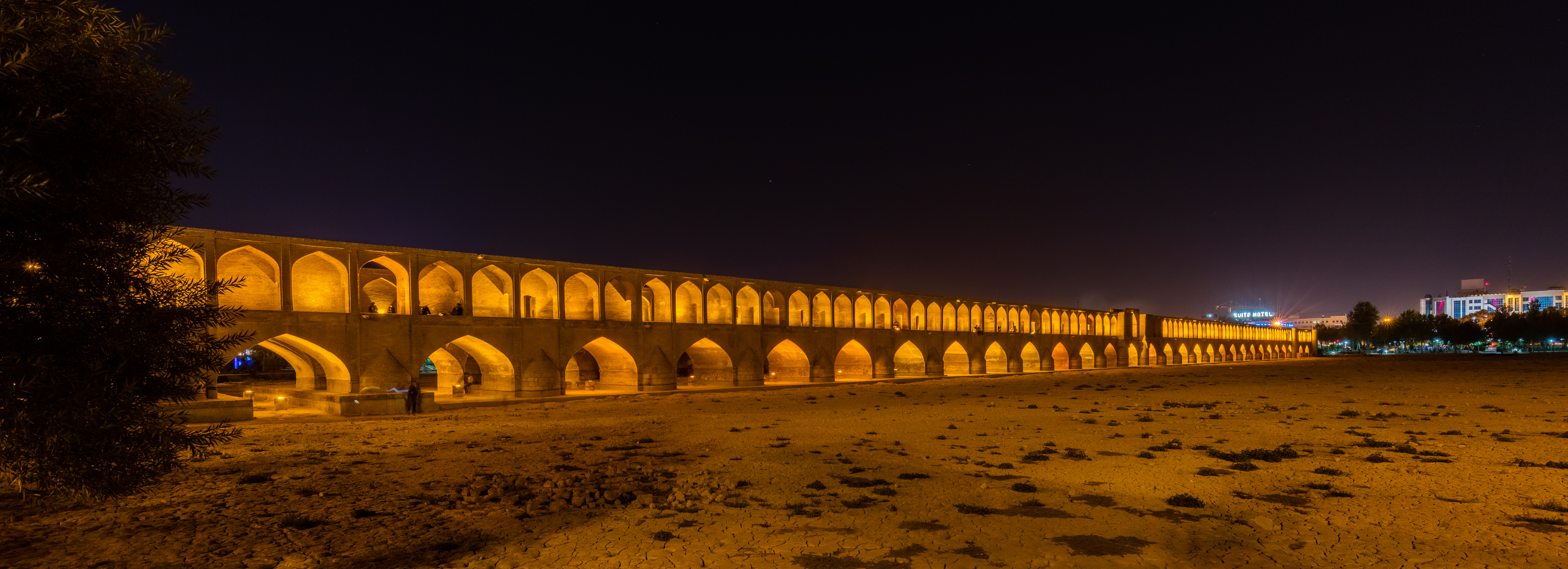
Vista notturna durante l'estate
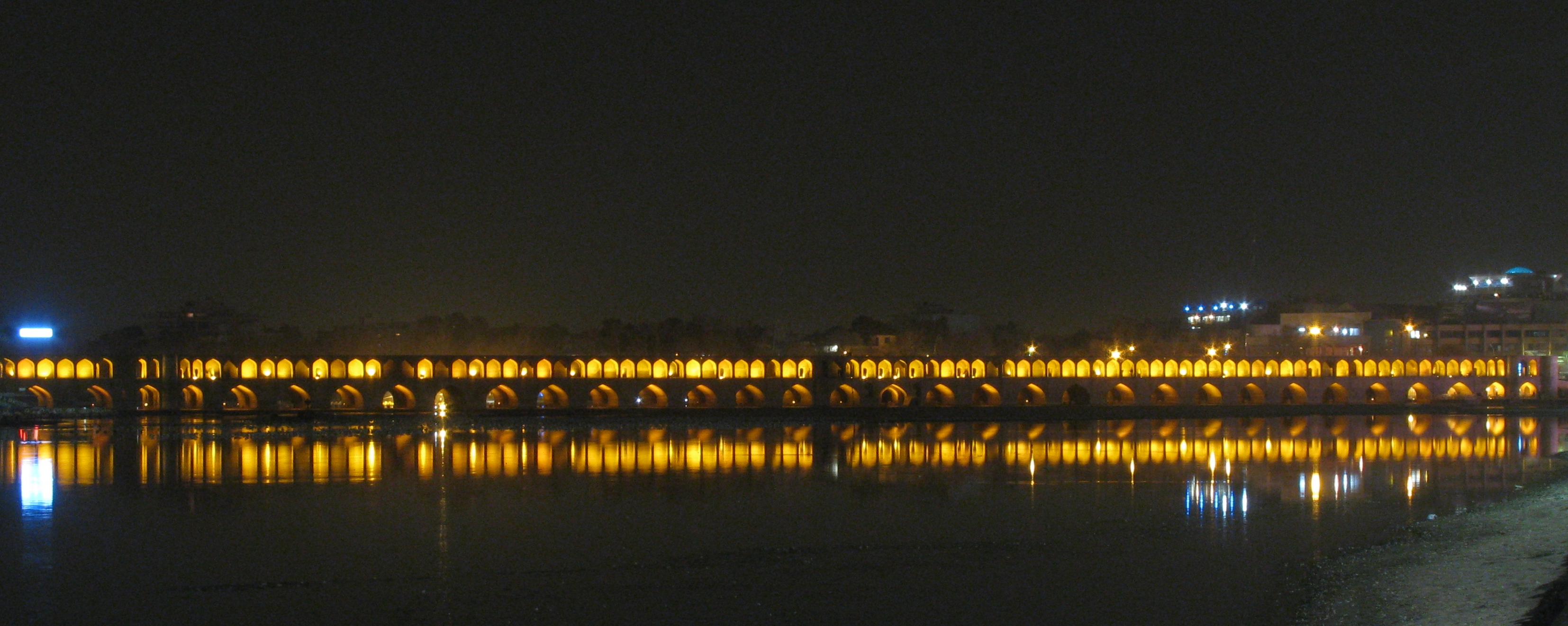
Vista dell'intero ponte notturna
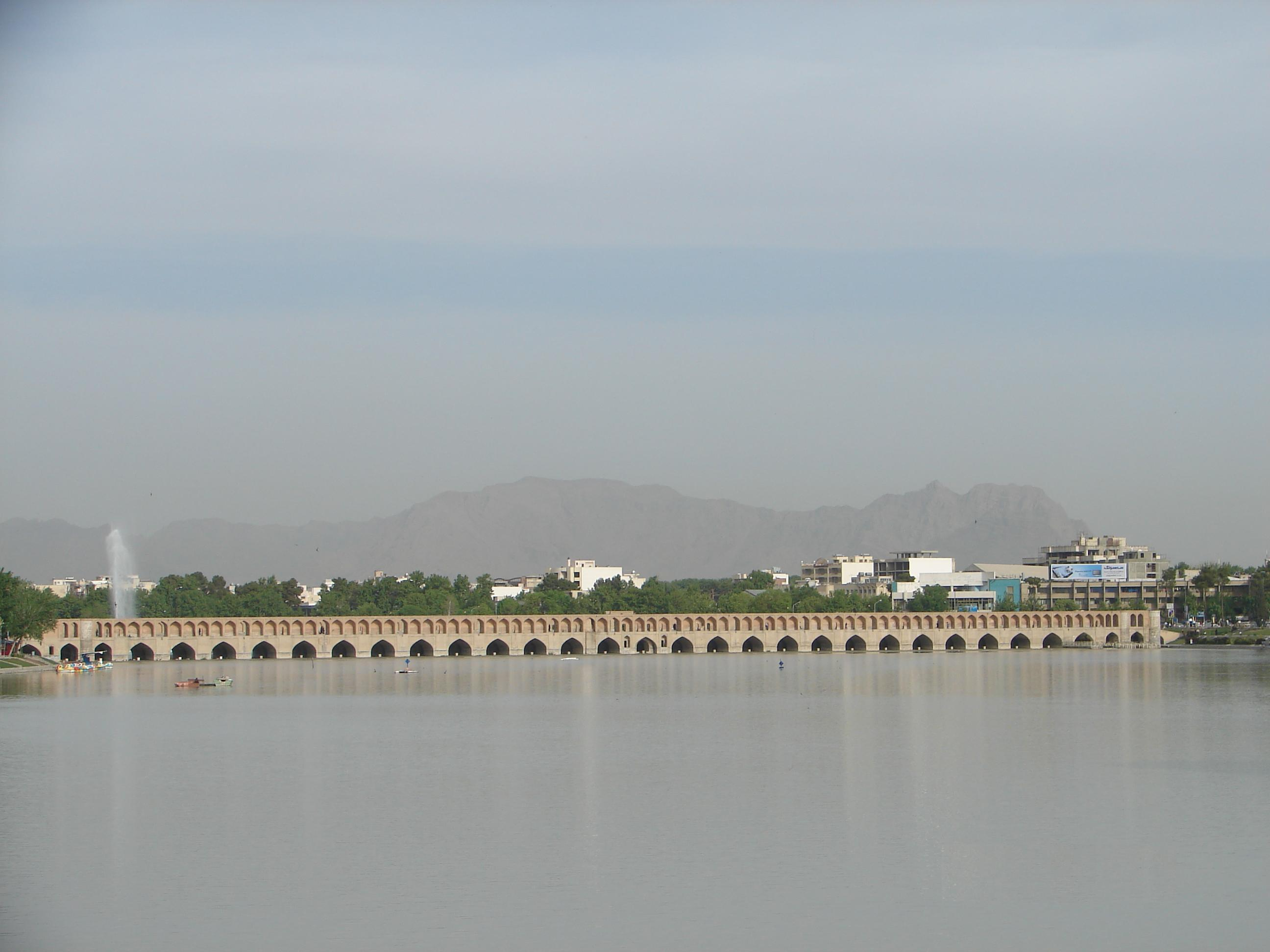
Vista dell'intero ponte diurna
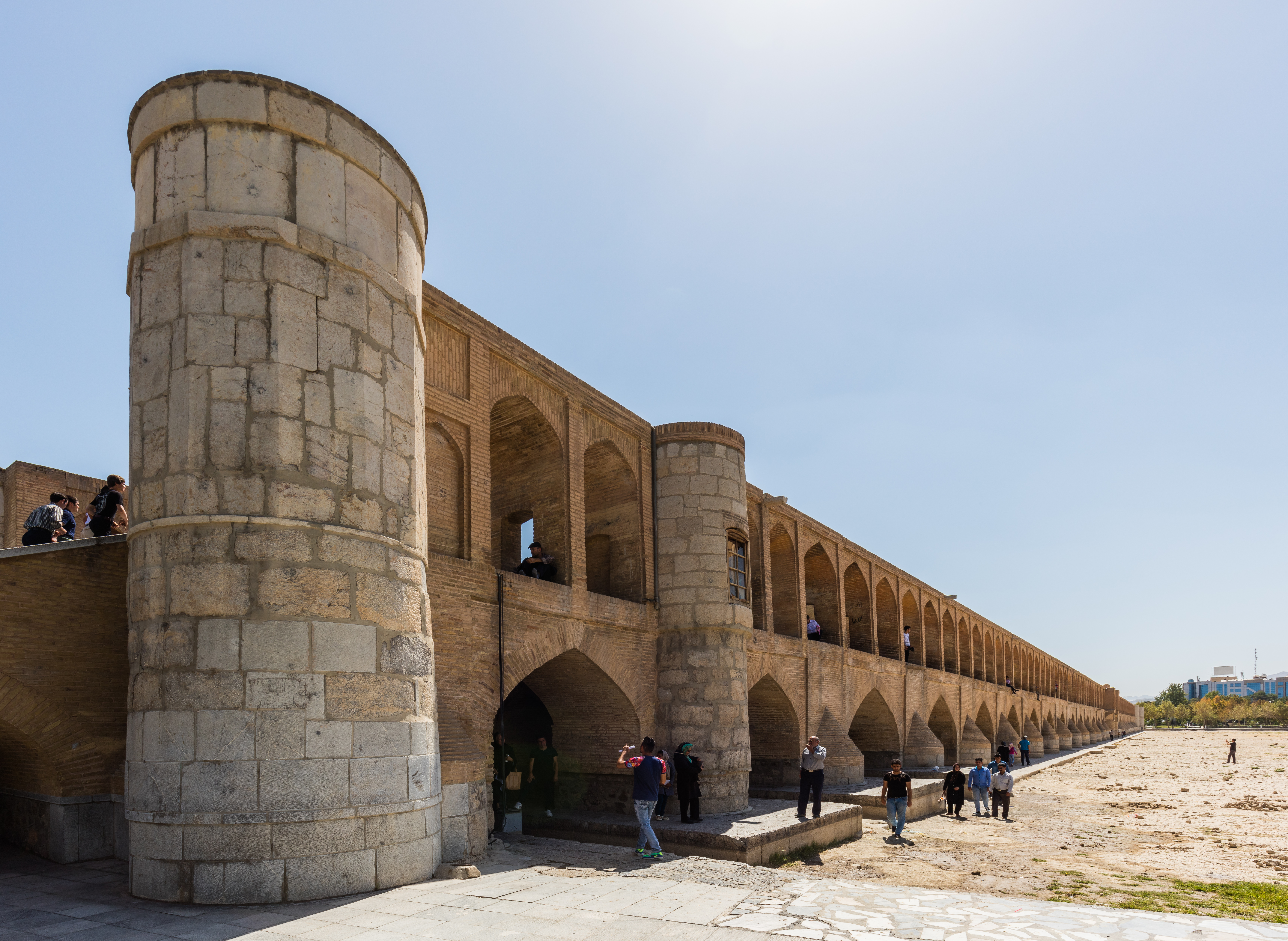
Vista durante l'estate